# Nyodes toucheti
Nyodes toucheti är en fjärilsart som beskrevs av François Louis Nompar de Caumont de Laporte 1973. Nyodes toucheti ingår i släktet Nyodes och familjen nattflyn. Inga underarter finns listade i Catalogue of Life.